# 蒼穹の昴
『蒼穹の昴』（そうきゅうのすばる）は、浅田次郎著の長編小説、及びこれを基にしたテレビドラマ、ミュージカル。1996年（平成8年）講談社刊。

## 概要
清代の中国を舞台とした歴史小説。第115回（1996年（平成8年）7月）直木賞候補作。浅田自身「私はこの作品を書くために作家になった」と、帯でコメントした。なお浅田は続編として『珍妃の井戸』、『中原の虹』（ちゅうげんのにじ）、『マンチュリアン・リポート』『天子蒙塵』（てんしもうじん）を書いており、これらを含めて『蒼穹の昴シリーズ』とする（いずれも講談社刊）。
2010年に日中共同制作でテレビドラマ化された（全25回）（中国版は28回）。2009年（平成21年）4月に脚本楊海薇・監督汪俊のもと撮影が開始され、翌年1月2日から7月10日までNHKデジタル衛星ハイビジョンで字幕版が放送されたほか、9月26日からは日曜夜にNHK総合テレビジョンでも日中2か国語により放送されている。DVDソフトは2010年にでた中国版に続いて、全8巻の日本語版が発売（2010年12月に1 - 4巻、2011年1月に5 - 8巻）された。
2022年、宝塚歌劇団により舞台化。

## あらすじ
舞台は光緒12年（1886年（日本：明治19年））から光緒25年（1899年（日本：明治32年））までの清朝末期。貧家の子、李春雲（春児）は糞拾いによって生計を立てていたが、貧しい家族のために自ら浄身（去勢）し、宦官となって西太后の下に出仕する。一方、春児の義兄で同郷の梁文秀（史了）は、光緒12年の科挙を首席（状元）で合格し、翰林院で九品官人法の官僚階級を上り始める。
清朝の内部では、政治の実権を握っている西太后を戴く后党と、西太后を引退させて皇帝（光緒帝）の親政を実現しようとする帝党とに分かれ、激しく対立していた。后党と帝党の対立は、祖先からの清朝の伝統を守ろうとする保守派と、衰えた清朝を制度改革によって立て直そうとする革新派（変法派）の対立でもあった。両者の対立は、やがて西太后と皇帝の関係にも、深い溝を生んでゆく。
春児は西太后の寵を得てその側近として仕え、一方、文秀は皇帝を支える変法派若手官僚の中心となる。敵味方に分かれてしまった2人は、滅びゆく清朝の中で懸命に生きていく。

## 登場人物
実在の人物と架空の人物が混ざり合って、物語を作り上げている。振り仮名は、日本語読みをひらがなで、中国語風の読みをカタカナで表記。小説内のルビは小書きではないが、ここでは拗音に読める箇所を「チユ」⇒「チュ」などと記した。

### 主要人物

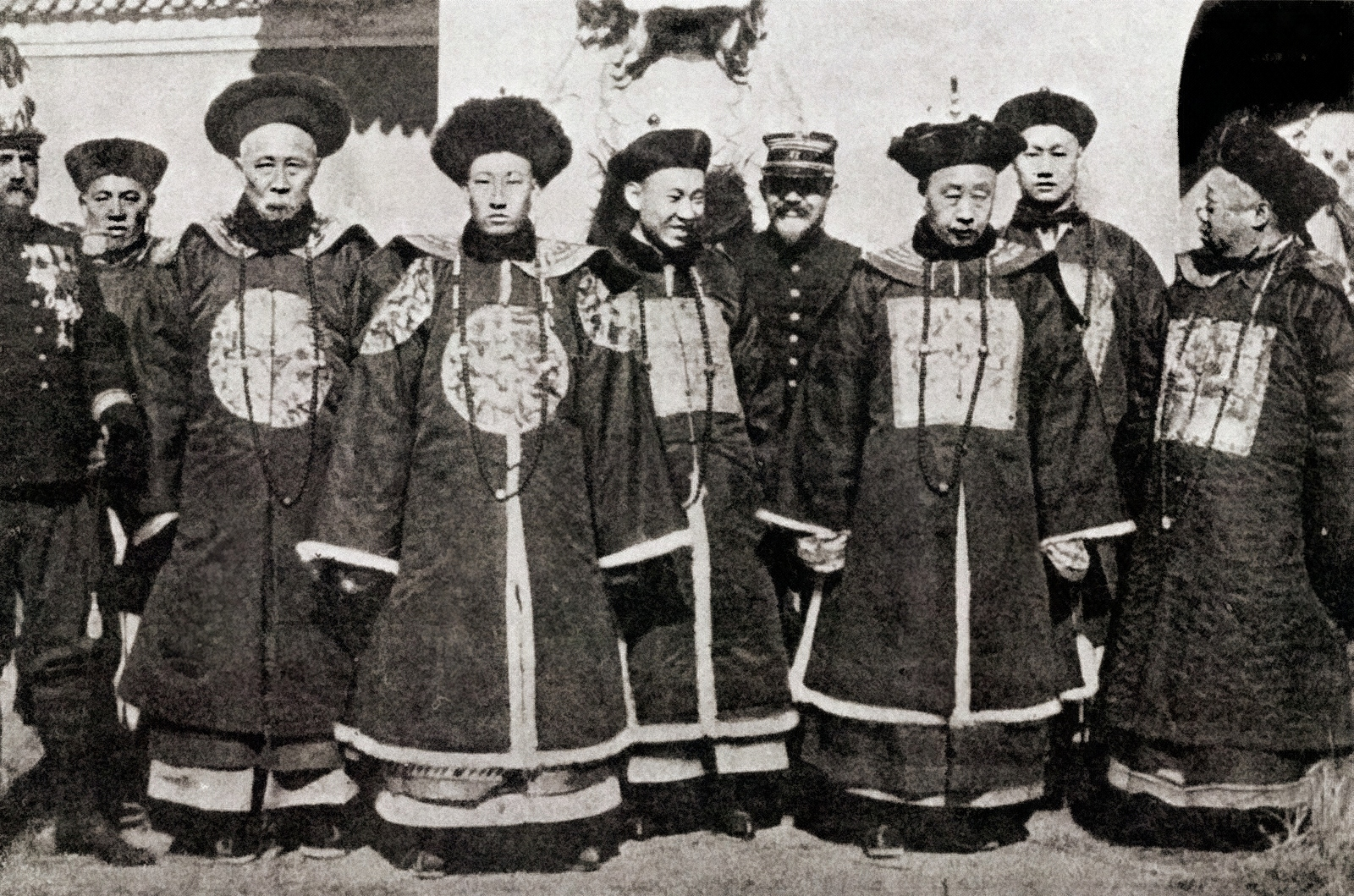
光緒帝載湉

李春雲（り しゅんうん、リイ チュンユン） / 春児（チュンル）
架空の人物。張蘭徳の逸話を取り入れている。静海県出身の貧民の子。糞拾いで生計を立てていたが、白太太の占った未来を掴むため自ら去勢（浄身）して宦官を志し、老公胡同（ラオコンフートン）で宦官に必要な全てを教え込まれ、紫禁城へ入り西太后に仕える。心優しい性格で妹の玲玲の安否を気にかけている。
梁文秀（りょう ぶんしゅう、リァン ウェンシュウ） / 史了（シーリャオ） / 少爺（シャオイエ）
架空の人物。静海県出身で郷紳の子。春児とは義兄弟の仲。科挙に第一等「状元（じょうげん）」で合格し進士となって、光緒帝に仕える。梁啓超の強学会の逸話を取り入れている。光緒帝への様々な進言は戊戌六君子として知られる楊深秀および林旭の逸話をモデルにしている。光緒帝の先生をしていた梁鼎芳の逸話も取り入れている。
妾の子として産まれたため冷遇され、静海時代は大酒飲みの道楽息子として振る舞っていたが根は誠実で優しく柔軟性に富んだ人柄。
李玲玲（リイ リンリン）
架空の人物で静海県出身。春児の妹。春児が浄身して家を出てからは糞拾いをしながら半ば乞食のような生活をしていたが肉親が全員亡くなったため文秀に引き取られた。以後は文秀の屋敷で洗濯や炊事をこなす下女として働く。
西太后（せいたいごう、シータイホウ）慈禧（じき、ツーシー） / 葉赫那拉・杏貞 / 老仏爺（ラオフオイエ）
清朝第9代皇帝咸豊帝の妃（1835年11月29日 - 1908年11月15日）。実子である第10代皇帝同治帝と甥の清朝第11代皇帝光緒帝を据えて垂簾政治を行う。光緒24年(1898年)、光緒帝の親政の為に一度は頤和園へ隠退するが、戊戌の変法の100日後戊戌の政変で復帰。
光緒帝（こうしょてい） / 愛新覚羅・載湉（ツァイテン） / 万歳爺（ワンソイイエ）
若き清朝第11代皇帝（1871年8月14日 - 1908年11月14日）。西太后の甥。父は醇親王奕譞（1840年 - 1891年）。母は西太后の妹醇親王妃、葉赫那拉・婉貞。妻も西太后の姪である隆裕皇后葉赫那拉・静芬。史実では寿安公主は叔母にあたる。

### 清朝官吏

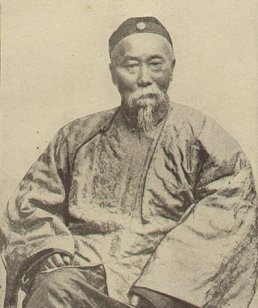
李鴻章

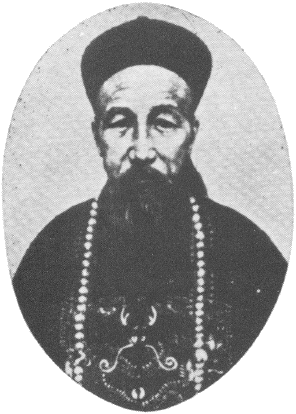
曽国藩

楊喜楨（ようきてい、ヤン シーチェン）
架空の人物。光緒帝の教育係で、文秀の岳父。進士。帝党の筆頭。謹厳実直な性格で、西太后にも隠居と光緒帝への政権移譲を建言するが、対立する栄禄や李蓮英の手により毒殺される。翁同龢と沈葆楨の逸話を取り入れている。
王逸（おういつ、ワンイー）
架空の人物。文秀と同年の進士。科挙に第三等「探花（たんか）」で合格。翰林院から李鴻章配下の軍人となるが、同僚の袁世凱と対立する。後に袁世凱の力が強大化するのを危惧した李鴻章の命により、袁を暗殺しようとするが失敗して捕らわれた。
順桂（じゅんけい、シュンコイ）
架空の人物。文秀と同年の進士。科挙に第二等「榜眼（ぼうがん）」で合格。満州旗人出身。満州貴族ながら変法派に同調する。恭親王の死に際し、「西太后を抹殺せよ」と遺言を受けた。
李鴻章（り こうしょう、リ ホンチャン） / 少荃（しょうせん、シャオチュエン）
天津の直隷総督府に居る清の外交・軍事の最高実力者、直隷総督兼北洋通商大臣。漢民族の将軍。進士。<1823年2月15日 - 1901年11月7日> 物語の始まる光緒12年(明治20年、1887年)には、清仏戦争の責任を非難していた政敵・塞防派の左宗棠が2年前に死去しており、一手に軍事面を掌握していた。翌光緒13年(1888年)、膨れ上がった淮軍は洋式海軍を組織し、丁汝昌率いる北洋艦隊（後の北洋軍）が登場する。
曽国藩（そう こくはん、ツォン グォファン）
穆彰阿に抜擢されて太平天国の乱鎮圧に功績を挙げた同治中興の忠臣。漢民族の将軍（湘軍）。進士。洋務運動を主導し、李鴻章（淮軍）と左宗棠（楚軍）を育てた。

### 後宮・宦官勢力

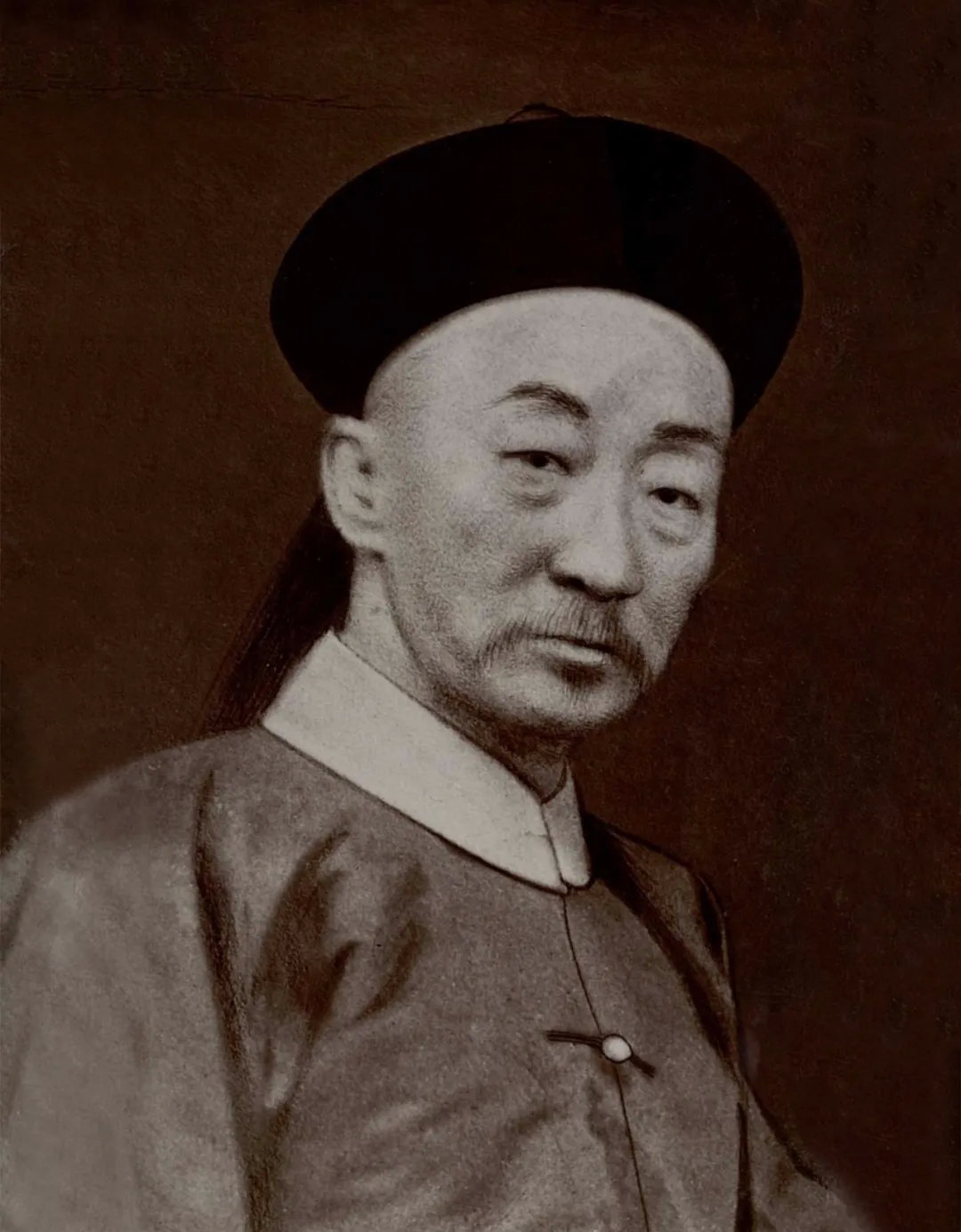
栄禄

隆裕皇后（りゅうゆうこうごう）/喜子（きし、シーツー）
西太后の姪（弟の娘）。西太后の強い意向で光緒帝の皇后となる。作中では、美人でも知的でもないため、光緒帝に全く関心を持たれず、たびたび伯母の西太后に泣きつく人物として描かれる。
珍妃（ちんぴ、チェンフェイ）
光緒帝の側室。光緒帝の寵愛を一身に受けるが、戊戌の変法の後、皇帝と引き離され、幽閉される。
瑾妃（きんぴ、チンフェイ）
妹の珍妃とともに光緒帝の側室となる。妹とは異なり容姿に恵まれず、陰で「太っちょの妃」「月餅」などとあだ名される。
栄禄（えいろく、ロン ルー）
西太后の側近で后党の筆頭。<1836年4月6日 - 1903年4月11日> 満洲正白旗人瓜爾佳（グワルギヤ）氏で、西太后の姉妹の子。西太后とは年齢も近く、かつては許婚であった。西太后の女心を巧みに利用し、汚職より罷免されてもその都度復帰し、権勢を振るった。1895年、袁世凱を抜擢して新建陸軍を創設する。宣統帝溥儀の母は、栄禄の娘、瓜爾佳幼蘭。戊戌の政変で董福祥（甘粛軍）・袁世凱（新建陸軍）・聶士成（武毅軍）を指揮した。
蘭琴（らんきん、ランチン）
架空の人物。春児と同時に宮中に入った宦官。光緒帝付きとなり、文秀たちの改革運動に同調する。
李蓮英（り れんえい、リィ リェンイン） / 李老爺（リィラオイエ） / 小李子（シャオリィヅ）
宮中の宦官を束ねる大総管。南府楽団出身で、安徳海を初め、自分の出世に目障りな同僚をあくどい手段で蹴落とし、現在の地位を手に入れた。賄賂により、莫大な財産を築いている。西太后の寵愛を受ける春児を嫌っている。
陳蓮元（ちん　れんげん、チェン リェンユェン）
架空の人物。李蓮英の手下の宦官。春児たち新人宦官の教育係を努める。何事も完璧にこなす春児を苦しめようと南府楽団に送り込む。

### 皇族

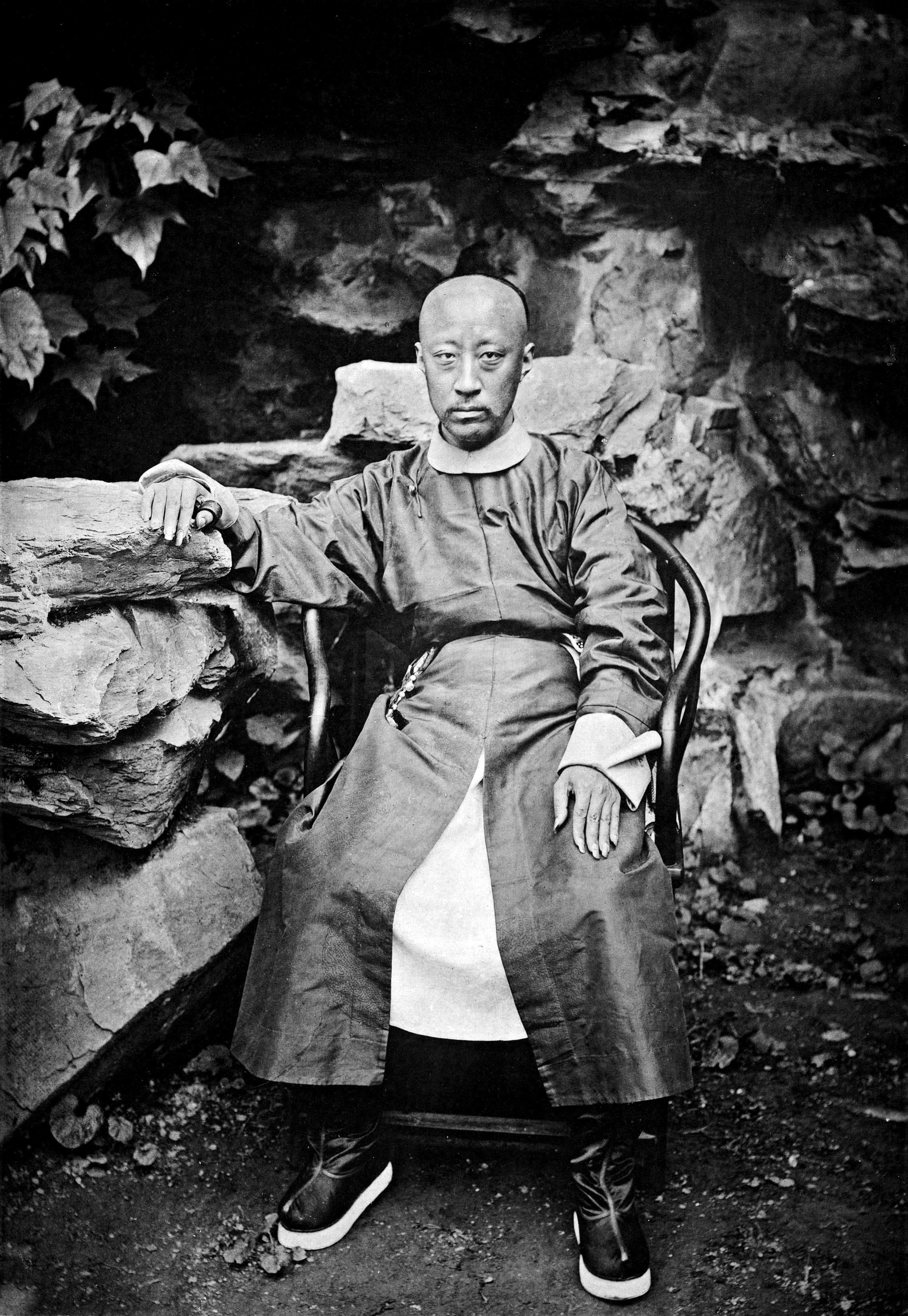
恭親王奕訢

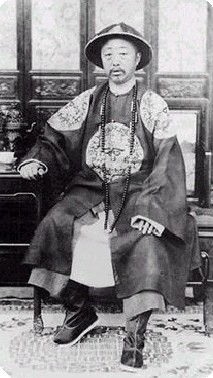
醇親王奕譞

恭親王（きょうしんのう） / 愛新覚羅・奕訢（えききん、イーシン） / 六老爺（ロウラオイエ）
光緒帝の伯父で、道光帝の第6子。咸豊帝の弟でもある。<1833年1月11日 - 1898年5月29日> 軍機処の大臣として李鴻章・曽国藩などの漢族官僚を起用して洋務運動を支えていたが、1884年、清仏戦争敗戦の責任を被され、西太后によって罷免された。皇族の中では頭の切れる存在で、清朝の難局を乗り越えられる数少ない人物であったが、才気溢れる性格が父帝に危惧され、後継者には指名されなかった。後に政権に復帰するが、まもなく病死した。
醇親王（じゅんしんのう） / 愛新覚羅・奕譞（えきけん、イーシュアン）
光緒帝の実父。道光帝の第7子。<1840年10月16日 - 1891年1月1日> 清仏戦争の事後処理を任されていたが、気弱な性格で、西太后の権勢に立ち向かうだけの度胸はなかった。わが子光緒帝の行く末を案じつつ世を去る。
鎮国公（ちんこくこう） / 愛新覚羅・載沢（ツァイゾォ）
英国留学経験のある皇族。光緒帝のいとこにあたる。改革派。毎日のように自邸で舞踏会を開いている。隆裕皇后の妹を妻にしたが関心を寄せず、ミセス・チャンに想いを寄せているが、相手にされていない。

### 軍人・学者

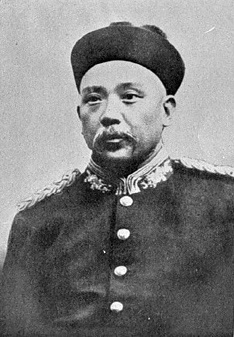
袁世凱

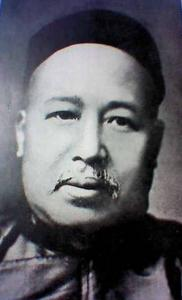
康有為

袁世凱（えん せいがい、ユアン シイカイ） / 慰亭（いてい、ウェイティン）
李鴻章の副官。漢族の軍人。<1859年9月16日 - 1916年6月6日> 滅満興漢の視点から李鴻章の洋務運動を支え、帝党には表面上は協力の姿勢を見せる。新建陸軍の洋式化で新軍（後の北洋軍/北洋政府）を作り上げる。新軍には、馮国璋（直隷派）・段祺瑞（安徽派）・張作霖（奉天派）らが所属する。徐世昌は幼なじみ。
康有為（こう ゆうい、カン ヨウウェイ）
公羊学者。<1858年3月19日 - 1927年3月31日> 劉逢禄・龔自珍の弟子で公羊学者。洋務運動を唱えていたが、香港・上海でイギリス人宣教師ジョン・フライヤーら外国人との交流から、変法による内政改革で立憲君主制を目指すようになり、洋務運動を推進していた李鴻章とは一線を画す急進的政策となっていったが、容閎ら幅広い層から支援を受け続けていた。（容閎は後に孫文を支持、辛亥革命によって康有為の帰国が叶う。）進士となり、光緒帝を擁して戊戌の変法を主導するも失敗。イギリス人のティモシー・リチャード牧師の助けで一旦上海のイギリス領事館に保護され、その後宮崎滔天や宇佐穏来彦らの手引きで香港を経由して日本に亡命した。

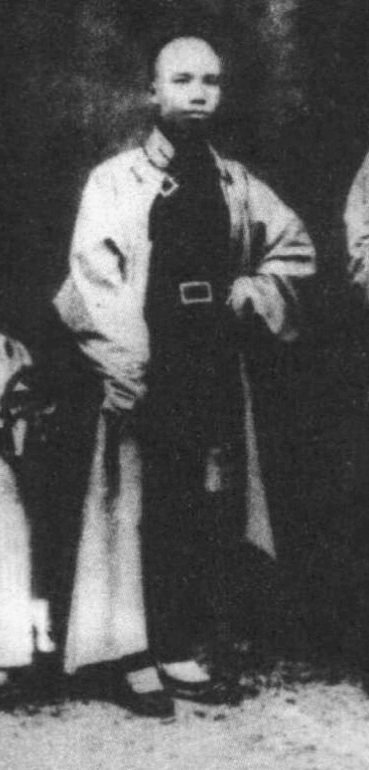
譚嗣同

譚嗣同（たん しどう、タン ストン）
康有為の弟子。<1865年3月10日－ 1898年9月28日> 中国全土の20省以上（新疆省を含む）を訪れて国民の貧困を間近に観察し、洋務運動を志す。その頃、譚嗣同の政策は改革のための学、経世致用であった。当時100冊以上の中国語翻訳書を書いていたイギリス人宣教師ジョン・フライヤーを上海まで尋ね、西洋の科学技術にも精通していた。1897年、唐才常・熊希齢・蒋徳鈞・陳三立らとともに時務学堂を創設。梁啓超、康有為らとともに清朝改革をはかるも失敗し、戊戌六君子の一人として菜市口処刑場で刑死となった。
孫文（そんぶん、スン ウェン）
西洋医学を学んだ医師で、後に辛亥革命によって清朝を打倒する人物。<1866年11月12日 - 1925年3月12日>
毛沢東（もう たくとう、マオ ツォートン）
湖南省湘潭県の小作農家の三男。後に中華人民共和国を建国する革命家。<1893年12月26日 - 1976年9月9日>

### 外国人
岡圭之介（おか けいのすけ）
架空の人物。日本人。万朝報の新聞記者。会津出身。天津フランス租界で活動中。名前は本作の担当編集者から採られた。
トーマス・E・バートン
架空の人物。アメリカ人。ニューヨーク・タイムズの新聞記者。天津フランス租界で活動中。
柴五郎（しば ごろう）

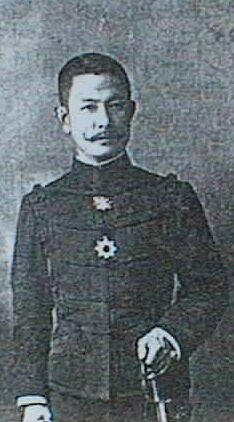
柴五郎

北京東交民巷の日本公使館駐在武官。会津出身。

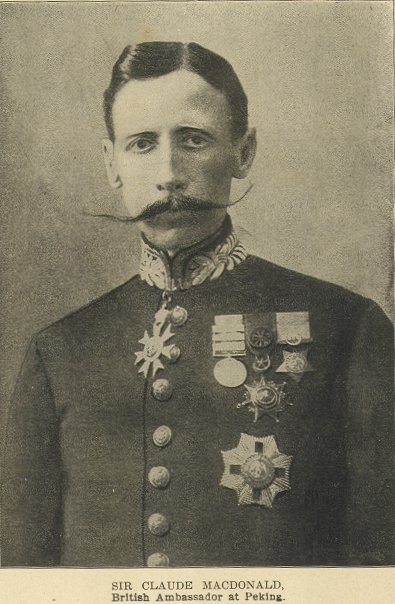
クロード・マクドナルド
イギリスの退役軍人。北京駐在公使(1895年 - 1900年)。香港の植民地拡大交渉「展拓香港界址専条」（1898年5月28日）を委任され、香港総督サー・ヘンリー・ブレイクからの依頼を受けている。

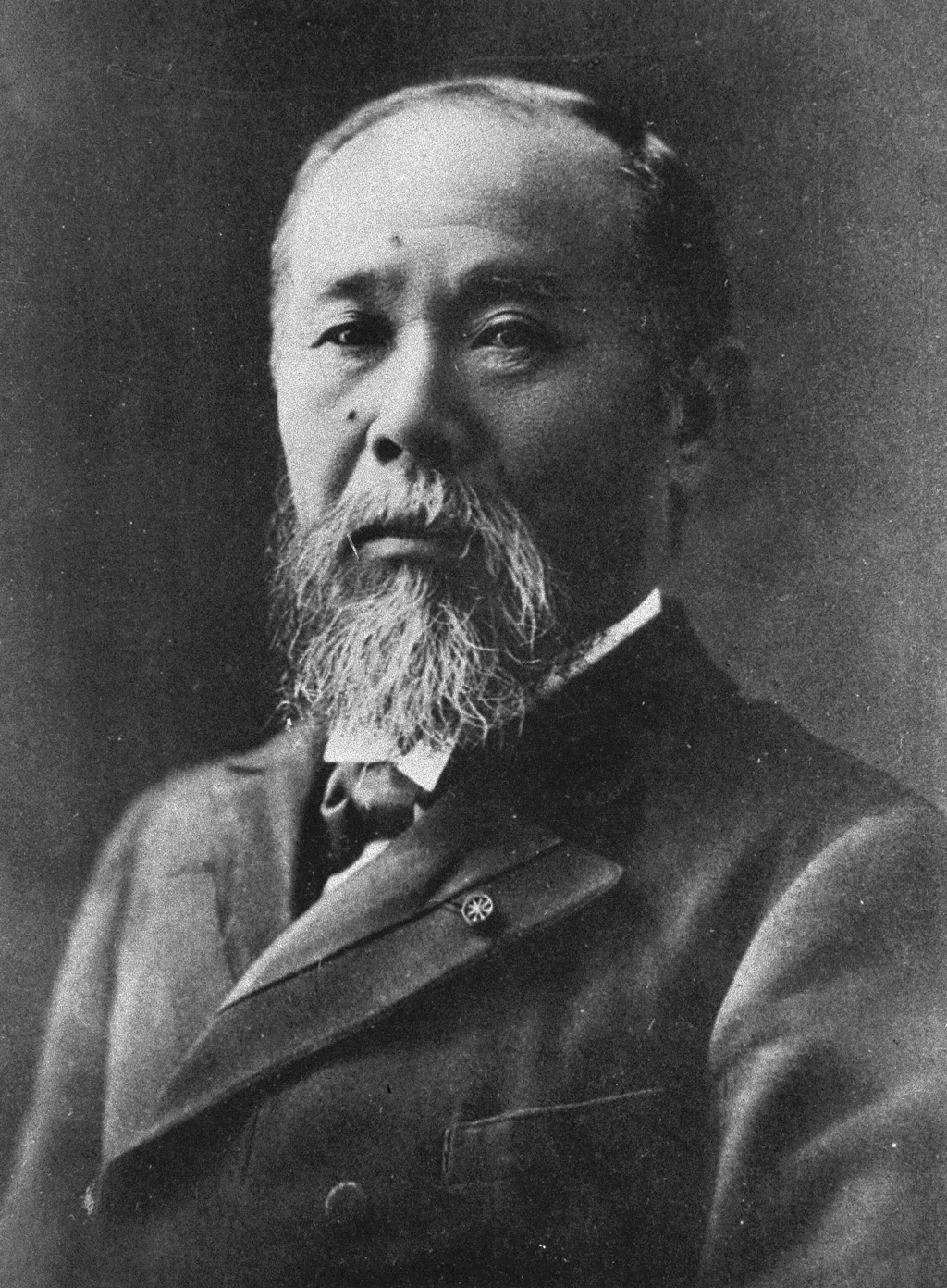
伊藤博文
日本の明治維新の志士の一人。元内閣総理大臣（第三次伊藤内閣：1898年1月12日 - 6月30日）。騒乱直前の北京を訪問し、光緒帝に謁見する。改革派からは大きな期待を受けていた。

### その他
ミセス・チャン
トーマスの現地秘書を務める謎めいた美女。実は清朝第10代皇帝同治帝の隠し子、寿安公主（寿安固倫公主〈1826年 - 1860年〉史実では父が清朝第8代皇帝道光帝で、母が孝全成皇后。徳穆楚克扎布に降嫁している）。普段は北京でバーを経営し、幅広い人脈を持つ一方、宮中にも度々参内し、西太后が心を許せる数少ない存在になっている。西太后に西洋の情報を伝えたエピソードは徳齢の逸話を取り入れている。
安徳海（あんとくかい、アンドゥハイ）
李蓮英の前任大総管〈1844年 - 1869年〉。 実在した人物だが、史実では既に死去している（東太后と恭親王奕訢により処刑された）。西太后のお気に入りだったが、その権力をかさに着たため周囲の恨みを買って失脚し、廃寺で暮らしている。宮廷入りを志願する春児に宮中のしきたりや作法を教え込む。
黒牡丹（くろぼたん、ヘイムータン）
架空の人物。かつての京劇の名優。西太后の覚えもめでたかったが、らい病で顔が崩れたため、宮中から退いた。春児の才能を見抜き、京劇の師匠となる。
白太太（パイタイタイ）
架空の人物。韃靼の星占いの秘術をおさめた老女。かつては宮中にあって数々の予言を的中させてきたが、同治帝の早世を予言したため西太后の怒りを買い、紫禁城を追い出された。春児が将来、西太后の財宝を手に入れると予言する。幼少期に生前の乾隆帝と会ったことがある。
朱妾（ヂュヌ）
架空の人物。文秀の実母。20歳そこそこの若さでこの世を去ったが、文秀は彼女が亡くなる直前まで実母だと知らなかった。
青筠（せいきん）
架空の人物。楊喜楨の娘。順桂に想いを寄せていたが、父の勧めで文秀の妻となる。林旭の妻である沈鵲応（沈葆楨の孫）の逸話を取り入れている。
ファビエ司教
東交民巷天主堂のラザリスト会司教。中国語名は樊国梁（はんこくりょう）。
畢五（ピイウー）
北京で刀子匠を営む男。文秀とは飲み仲間。貧しい家庭から買い取った子供を浄身して宮中に送り込み、手術代の利息や付届けで生計を立てている。

### 過去の人物
乾隆帝（けんりゅうてい） / 愛新覚羅・弘暦 / チェンロン皇帝
清朝第6代皇帝。大清帝国の全盛期を現出。宮中を退いた宦官のために老公胡同（ラオコンフートン）を設立した。幻影となって西太后の前に現れる。
ジュゼッペ・カスティリオーネ / 郎世寧（ろう せいねい）
康熙帝、雍正帝、乾隆帝に仕えたイエズス会士で画家。イエズス会宣教師アレッサンドロ・ヴァリニャーノが始めた適応政策を、マテオ・リッチやアダム・シャールと同様に継承し、中国の儒者の服を着て中国式の生活をして中国文化の研究に励んだ。ドミニコ会とフランシスコ会がイエズス会の適応政策を攻撃したのを契機に反イエズス会の機運が高まり、典礼論争に発展した。1773年、イエズス会自体が解散に追い込まれ、中国は外交政策として鎖国政策へ移行した。同時代のイタリア人芸術家にジョヴァンニ・バッティスタ・ティエポロ、アントニオ・ヴィヴァルディがいた。円明園を設計した。
兆恵（チャオホイ）
呉雅氏。字は和甫。清朝の正黄旗満州副都統にして鑲紅旗護軍頭領、定辺将軍を兼職。<1709年 - 1764年>。ウイグル族に圧政を強い、部族の宝であるコーラン抄本を奪う。カシュガルやイリを支配していた白山党の敵将、ホージャ・ジハーンの妻、香妃（シャンフェイ）を捕虜にする。ジュンガルのアムルサナ（阿睦爾撤納）の乱、大小和卓の乱を平定。中国の金庸が執筆した武侠小説『書剣恩仇録』でも兆恵のエピソードが出てくる。
李自成（りじせい、リイ ヅチョン）
明を滅ぼした大順の皇帝。<1606年 - 1645年>。明を滅ぼした後、清が北京を占領するまでは僅か41日間であった。関中平原（現在の陝西省渭水盆地一帯）を中心とした勢力で、四方を険しい山で囲まれていて守備に適し、しかも関中平原の生産力は李自成軍を養うのに十分だったという地の利を活かした。後の中国史でも革命の拠点となった。

## 書籍情報
講談社（1996年4月発行）
- 上巻 ISBN 978-4-06-207497-1
- 下巻 ISBN 978-4-06-208039-2

講談社文庫（2004年10月発行、全4巻）
- 第1巻 ISBN 978-4-06-274891-9
- 第2巻 ISBN 978-4-06-274892-6
- 第3巻 ISBN 978-4-06-274893-3
- 第4巻 ISBN 978-4-06-274894-0

## テレビドラマ
- 日本国内での放送は全25回（中国版は28回）。

- 撮影に当たり、浙江省東陽市横店影視城に原寸大の紫禁城や当時の香港の街並みの壮大なセットが造られた。

- 日中共同制作だが、放送局本体ではなく、日中の民間の制作プロダクションが対等に行っている。 日本側はNHKが日本国内放映権をプリセール形式で購入しているほか、元NHK出身者がプロデュースに関与している。
- 西太后を演じたのは日本の女優、田中裕子 である。清の重要人物であるが、現代中国でも評価の分かれる人物のため、中国人が演じたがらず、キャスティングが難航。結果田中が演じる事となった。[要出典]

### キャスト（テレビドラマ）
- 李春雲（春児）：余少群（ユィ・シャオチュン） ＜声 - 水島大宙＞、（少年時代）王鶴宇
- 梁文秀：周一囲（ジョウ・イーウェイ） ＜声 - 福田賢二＞
- 李玲玲：趙麗穎 ＜声 - 嶋村侑＞、（少女時代）蒋依依（中国語版）
- 西太后：田中裕子 ＜中国語版の声 - 曹雷＞、（少女時代）闞清子（中国語版）
- 光緒帝：張博（中国語版）（チャン・ボー） ＜声 - 平川大輔＞
- ミセス・チャン：殷桃（中国語版）（イン・タオ） ＜声 - 藤本喜久子＞
- 楊喜楨：王奕 ＜声 -佐々木睦＞
- 王逸：屈楊 ＜声 -飯島肇＞
- 順桂：周駿 ＜声 -丸山壮史＞
- 康有為：王衛 ＜声 -丸山壮史＞
- 栄禄：初暁 ＜声 -岩崎ひろし＞
- 袁世凱：薛勇 ＜声 -楠大典＞
- 李蓮英：石小満 ＜声 -後藤哲夫＞
- 醇親王：張芸 ＜声 -佐々木省三＞
- 恭親王：王偉軍 ＜声 -伊藤和晃＞
- 礼親王：安瑞雲 ＜声 -魚建＞
- 隆裕皇后：桑桑 ＜声 -永木貴依子＞
- 珍妃：張檬（中国語版）（チャン・モン） ＜声 -木下紗華＞
- 謹妃：張暁辰 ＜声 -小幡あけみ＞
- 晴雪：庄玉停 ＜声 -田中晶子＞
- 蘭琴：李彦明 ＜声 -野島健児＞
- 安徳海：劉長生 ＜声 -辻親八＞
- 黒牡丹：杜福元 ＜声 -髙橋耕次郎＞
- 白太太：付亜南 ＜声 -すずき紀子＞
- 蓮子：陳依沙 ＜声 -八十川真由野＞
- 青筠：徐百卉（中国語版） ＜声 -根谷美智子＞
- 燕子：田娜 ＜声 -榊原奈緒子＞
- 畢五：徐朝 ＜声 -魚建＞
- 岡圭之介：小澤征悦
- トーマス・E・バートン：J・ジョンストン ＜声 -高越昭紀＞
- 柴五郎：田中隆三
- 伊藤博文：平田満
- 乾隆帝：＜声 -勝部演之＞

### スタッフ
- 監督：汪俊（中国語版）（ワン・チュン）
- 主題歌：浜崎あゆみ 「BALLAD」
- 脚本：楊海薇（中国語版）（ヤン・ハイウェイ）、黄珂
- 撮影：程源海（チョン・ユエンハイ）
- 衣装：陳同勲（チェン・トンシュン）
- 音楽：童立強
- 題字：王子江
- 語り：松平定知（日本語版）
- 中国制作プロデューサー：羅立平
- 共同制作プロデューサー：樋口麗子（A&Aエンターテインメント）
- プロジェクト統括：今津宏巨
- プロデューサー：平山武之（ギャンビット）
- 制作統括：廣瀬哲雄、劉徳宏
- 制作プロダクション：華録百納
- 中国語版製作：華録百納、北京テレビ
- 日本語版製作：アジア・コンテンツ・センター、華録百納、博報堂DYメディアパートナーズ

### 放送スケジュール

#### 字幕版
- 放送時間と媒体：NHK BShi／土曜 22:00〜22:45
- 放送期間：2010年（平成22年）1月2日〜7月10日
  - 期間中随時キャッチアップのための集中アンコール編成も行われた。

#### 吹き替え版
この編成は、テレビジョン放送の完全デジタル化をにらんだ秋の大規模改編の一環として行われる。海外ドラマ枠としての前番組であった『プライミーバル』シリーズは昼前の放送だったが、この番組から再び夜の編成となる。
- 放送時間：日曜 23:00 - 23:45（NHK総合）
2010年12月は『坂の上の雲』が放送されるため、15分繰り下げ。その他編成の都合で時間が変更される場合もある。
- 放送期間：2010年（平成22年）9月26日 - 2011年（平成23年）3月27日

3月13日は、東日本大震災の報道特別番組を放送した為に休止された。
| 話数 | 放送日時       | 題                       | 視聴率 |
| ---- | -------------- | ------------------------ | ------ |
| 1    | 2010年09月26日 | 紫禁城                   | 4.6%   |
| 2    | 2010年10月03日 | 母と子                   | 5.3%   |
| 3    | 2010年10月10日 | 修業                     | 4.8%   |
| 4    | 2010年10月17日 | 皇后選び                 | 3.8%   |
| 5    | 2010年10月24日 | 宮廷へ                   | 3.6%   |
| 6    | 2010年10月31日 | 皇帝のお気に入り         | 6.2%   |
| 7    | 2010年11月07日 | 噂（うわさ）             | 4.5%   |
| 8    | 2010年11月14日 | 龍玉の歌                 | 6.0%   |
| 9    | 2010年11月21日 | 恋ごころ                 | 4.0%   |
| 10   | 2010年11月28日 | 結婚祝い                 | 5.2%   |
| 11   | 2010年12月05日 | 初めての取材             | 5.2%   |
| 12   | 2010年12月12日 | それぞれの戦（いくさ）   | 5.8%   |
| 13   | 2010年12月19日 | 日清開戦                 | 4.3%   |
| 14   | 2010年12月26日 | 変革の波                 | 4.5%   |
| 15   | 2011年01月09日 | 暗殺計画                 | 4.1%   |
| 16   | 2011年01月16日 | 楊喜楨（ようきてい）の死 | 3.7%   |
| 17   | 2011年01月23日 | 復讐                     | 5.0%   |
| 18   | 2011年01月30日 | 黒幕は誰か               | 6.2%   |
| 19   | 2011年02月06日 | 急ぎすぎた改革           | 5.9%   |
| 20   | 2011年02月13日 | 袁世凱（えんせいがい）   | 4.3%   |
| 21   | 2011年02月20日 | 裏切り                   | 5.2%   |
| 22   | 2011年02月27日 | 中秋節の宴               | 6.8%   |
| 23   | 2011年03月06日 | 流血の政変               | 5.6%   |
| 24   | 2011年03月20日 | 命乞い                   | 7.1%   |
| 25   | 2011年03月27日 | 永遠の昴                 | 6.3%   |

| NHK総合テレビ 日曜23:00 - 23:45枠 | NHK総合テレビ 日曜23:00 - 23:45枠 | NHK総合テレビ 日曜23:00 - 23:45枠 |
| 前番組 | 番組名                            | 次番組                            |
| --- | --------------------------------- | --------------------------------- |
| あなたが主役 50ボイス ※23:00 - 23:29 大人ドリル ※最終日曜23:00 - 23:29 【最終日曜8:35 - 8:59枠へ移動】東京カワイイ★TV ※23:30 - 23:59 【土曜23時台前半枠へ移動】 | 蒼穹の昴                          | イ・サン                          |

## 舞台
宝塚歌劇団雪組により、2022年10 - 12月に宝塚大劇場・東京宝塚劇場において上演。
脚本・演出は原田諒。主演は彩風咲奈・朝月希和。
雪組トップ娘役・朝月希和の退団公演。

### キャスト (舞台)
- 梁文秀：彩風咲奈[8]
- 李玲玲：朝月希和[8]
- 李春児：朝美絢[8]
- 李鴻章：凪七瑠海（専科）[8]
- 順桂：和希そら[8]
- 光緒帝 載湉：縣千[8]
- ミセス・チャン：夢白あや[8]